# WrestleMania 13
WrestleMania 13 a fost cea de-a treisprezecea ediție a pay-per-view-ului anual WrestleMania organizat de promoția World Wrestling Federation. A avut loc în arena Rosemont Horizon din Rosemont, Illinois pe data de 23 martie 1997. 

## Rezultate
- Meci Free for All: Billy Gunn l-a învins pe Flash Funk (însoțit de Tracy and Nadine) (7:05)
  - Gunn a câștigat prin pinfall, după ce i-a aplicat lui Flash Funk un Tornado DDT.
- The Headbangers (Mosh și Thrasher) i-au învins pe The New Blackjacks (Barry Windham și Justin Bradshaw), The Godwinns (Henry și Phineas) (însoțiți de Hillbilly Jim) și pe Doug Furnas & Phil LaFon într-un meci cu eliminări pe echipe, câștigând dreptul la un meci pentru titlul mondial pe echipe (10:39)
  - Windham a pierdut prin count out. (4:37)
  - Furnas a pierdut prin count out. (5:00)
  - Thrasher l-a numărat pe Phineas, după un Cannonball Senton. (10:39)
- Rocky Maivia l-a învins pe The Sultan (însoțit de Bob Backlund și The Iron Sheik), păstrându-și centura WWF Intercontinental Championship (9:45)
  - Maivia a câștigat prin pinfall, folosind un Roll-up.
- Hunter Hearst Helmsley (însoțit de Chyna) l-a învins pe Goldust (însoțit de Marlena) (14:28)
  - Helmsley l-a numărat pe Goldust după aplicarea unui Pedigree.
- Campionii WWF pe echipe Owen Hart și The British Bulldog s-au luptat cu Mankind și Vader (însoțiți de Paul Bearer), meciul terminându-se cu un double count-out (16:08)
  - Ambele echipe au fost numărate în afara ringului, meciul fiind declarat remiză. Hart și Bulldog și-au păstrat centurile.
- Bret Hart l-a învins pe Steve Austin într-un Submission match în care Ken Shamrock a participat ca și arbitru special (22:05)
  - Hart a obținut victoria aplicându-i lui Austin celebra manevră de submission Sharpshooter.
- The Legion of Doom (Hawk, Animal) și Ahmed Johnson i-au învins pe The Nation of Domination (Crush, Faarooq și Savio Vega) (însoțiți de Wolfie D , J.C. Ice și Clarence Mason) într-un meci Chicago Street Fight (10:45)
  - Animal l-a numărat pe Crush, după ce l-a lovit cu o bucată de lemn.
- The Undertaker l-a învins pe Sycho Sid într-un No Disqualification match, devenind noul campion WWF (21:19)
  - Undertaker a câștigat prin pinfall, după ce i-a aplicat lui Sid un Tombstone Piledriver.
  - Bret Hart a intervenit în acest meci de trei ori. Într-o primă fază, Hart a întârziat începutul meciului, fiind implicat într-o altercație cu Sid. Ulterior, Hart a mai intervenit de două ori, atacându-l pe Sid.

## Alți participanți
| Comentatori - Jerry "The King" Lawler - Vince McMahon - Jim Ross - The Honky Tonk Man - meciul pentru titlul IC - Shawn Michaels - main event Comentatori spanioli - Carlos Cabrera - Hugo Savinovich Comentatori francezi - Jean Brassard - Raymond Rougeau | Reporteri - Todd Pettengill - Dok Hendrix Ring announcer - Howard Finkel Arbitrii - Mike Chioda - Jack Doan - Earl Hebner - Jim Korderas |

## De reținut
- Steve Austin și Bret Hart au intrat în ring la WrestleMania 13 în postura de rivali. Zece ani mai târziu, în același oraș, Steve Austin avea să-l introducă în WWE Hall of Fame pe celebrul wrestler canadian.
- Aceasta este a doua ediție WrestleMania care folosește pentru notație cifrele arabe.
- WrestleMania 13 a fost ultima ediție WrestleMania la care s-a folosit o pânză albastră pentru acoperirea ringului și corzi colorate în roșu, alb și albastru.